# Верхнее Учдере
Верхнее Учдере́ — село в Лазаревском районе муниципального образования город-курорт Сочи Краснодарского края России. Входит в состав Волковского сельского округа.

## География
Село находится в западной части края, в предгорной зоне Причерноморского побережья, примерно в 5 км от Чёрного моря. Рельеф местности в основном холмистый с ярко выраженными колебаниями относительных высот.

## История
Согласно Закону Краснодарского края от 1 апреля 2004 года № 679-КЗ село Верхнее Учдере вошло в состав образованного муниципального образования город-курорт Сочи.

## Население
| 2002 | 2010 |
| ---- | ---- |
| 185  | ↘184 |

Национальный состав
Согласно результатам переписи 2002 года, в национальной структуре населения армяне составляли 79 % от 185 жителей.

## Инфраструктура
Социальные объекты в населённом пункте отсутствуют. Развит туризм.

## Транспорт
Доступен автомобильный транспорт. Остановка автобусного маршрута 143 (на июль 2025).